# 톄둥구 (쓰핑시)

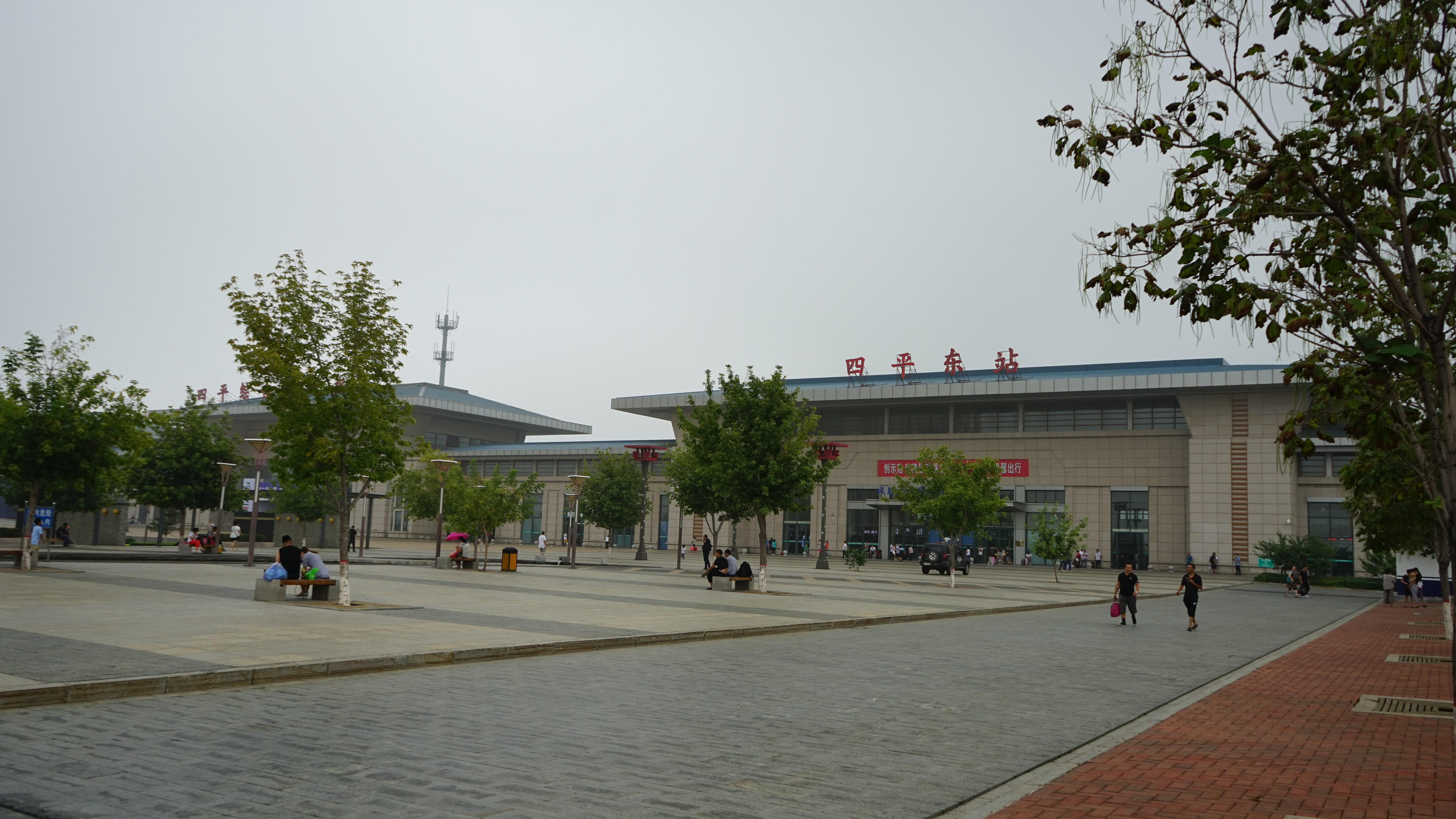

톄둥구(한국어: 철동구, 중국어: 铁东区, 병음: Tiědōng Qū)는 중화인민공화국 지린성 쓰핑 시의 행정구역이다. 넓이는 945km2이고, 인구는 2007년 기준으로 330,000명이다.

## 기후
연평균 기온은 5.7°C이고 무상 기일은 160일, 연평균 강수량은 660mm이고 연 일조량은 2690시간이다.

## 행정 구역
8개 가도, 3개 진, 1개 향을 관할한다.
- 가도: 平东街道, 北市场街道, 七马路街道, 四马路街道, 解放街道, 北门街道, 黄土坑街道, 平南街道.
- 진: 山门镇, 石岭子镇, 叶赫满族镇.
- 향: 城东乡.